# رابط پیوند مایع
در طیف‌سنجی جرمی، رابط پیوند مایع یک منبع یونی یا تشکیلاتی است که دستگاه‌های پیرامونی، مانند الکتروکوچ مویینه‌ای را، به طیف‌سنجی جرمی تزویج‌می‌کنند.
تعریف پیشنهادی آیوپاک به عنوان وسیله‌ای برای تزویج‌کردن الکتروکوچ موینه‌ای به طیف‌سنجی جرمی را مشاهده کنید که در آن مخزن مایع موینهٔ جدایی را دربرگرفته و موینه‌ای را به طیف‌سنج جرمی منتقل می‌کند. مخزن تماس الکتریکی الکتروکوچ مویینه‌ای را فراهم می‌کند.